# Perduda
Perduda (títol original en anglès, Gone Girl) és una pel·lícula dramàtica estatunidenca, basada en la novel·la homònima publicada el 2012 per Gillian Flynn. Dirigida per David Fincher, escrita per la mateixa Flynn i protagonitzada per Ben Affleck, Rosamund Pike, Neil Patrick Harris, Tyler Perry i Carrie Coon. Va ser estrenada el 3 d'octubre de 2014. Ha estat doblada al català.

## Argument

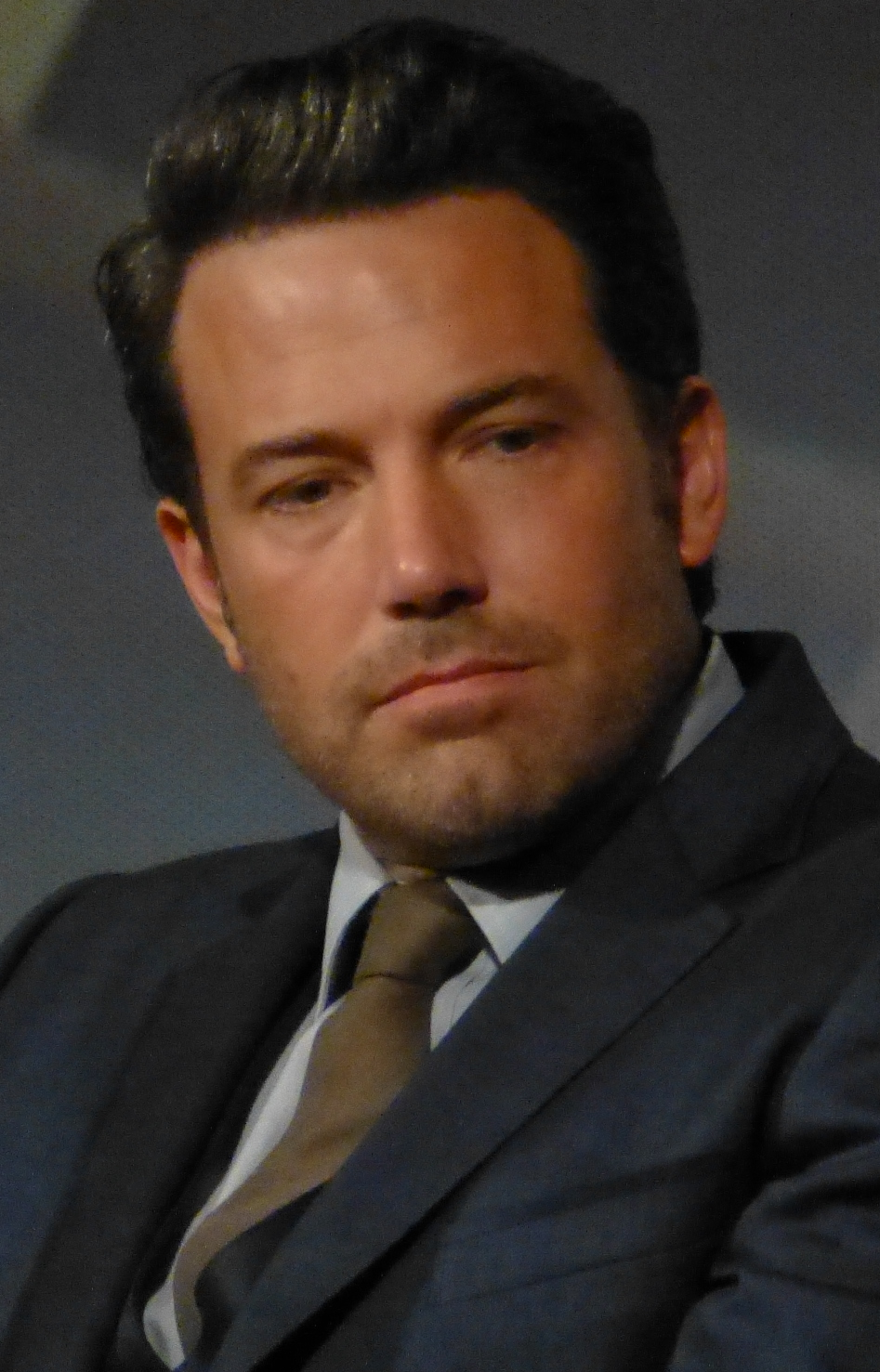
Ben Affleck, intèrpret de Nick Dunne, al Festival de Cinema de Nova York, el setembre de 2014.

5 de juliol de 2012. Fa prop de 2 anys que Nicholas "Nick" Dunne i la seva esposa Amy han abandonat Nova York per instal·lar-se en una petita ciutat de Missouri. El dia del cinquè aniversari de matrimoni, Amy desapareix misteriosament i Nick troba la taula de saló polvoritzada. En roda de premsa, és incapaç de fer el paper convencional que s'espera d'ell. No sembla afectat de cap manera per la desaparició de la seva esposa. No subratlla com n'era, de meravellosa, com era semblant a « l'extraordinària Amy », personatge a penes fictici que els llibres dels pares de la jove han fet famosa. Nick sembla poc afectat per aquest afer que suscita una profunda emoció a tot el país. Una presentadora de televisió l'assenyala com l'homicida de la seva dona. Ara bé, la pena de mort és en vigor a Missouri.
Les revelacions d'uns i altres fissuren a poc a poc les aparences, segons els punts de vista, acreditant en principi la culpabilitat de Nick. La parella perfecta ho havia celebrat, admirada al petit món fictici de Manhattan. Es va desmuntar després que marit i dona van perdre la seva feina, víctimes de la crisi. La brillant novaiorquesa ha acceptat sense problemes de seguir Nick a una petita ciutat de Missouri. El seductor hàbil ha esdevingut un marit indolent, poc curós, que consagra el seu temps a beure al bar de la seva germana Margo, a jugar als vídeojocs, i a dedicar les nits a una jove amant, Andie Fitzgerald, una de les seves alumnes de cursos d'escriptura creativa a la facultat. Es mostra violent davant la seva muller, fins al punt que pensa a comprar-se un revòlver. Els pares d'Amy han tingut un mal cop de la fortuna, abandonats pel seu editor, i Amy ha hagut de sacrificar tots els seus estalvis.

## Repartiment
- Ben Affleck: Nicholas "Nick" Dunne
- Rosamund Pike: Amy Elliott Dunne
- Neil Patrick Harris: Desi Collings
- Tyler Perry: Tanner Bolt
- Carrie Coon: Margo "Go" Dunne
- Kim Dickens: L'inspector Rhonda Boney
- Patrick Fugit: L'inspector James "Jim" Gilpin
- Emily Ratajkowski: Andie Fitzgerald
- Missi Pyle: Ellen Abbott
- Casey Wilson: Noelle Hawthorne
- David Clennon: Rand Elliott
- Boyd Holbrook: Jeff
- Lola Kirke: Greta
- Lisa Banes: Marybeth Elliott
- Lee Norris: L'oficial Washington
- Scoot McNairy: Tommy O'Hara
- Sela Ward: Sharon Schieber
- Kathleen Rosa Perkins: Shawna Kelly

## Producció

### Desenvolupament
El gener de 2013, es revela que David Fincher és considerat per realitzar l'adaptació cinematogràfica de la novel·la Les Aparences de Gillian Flynn, els drets dels quals pertanyen a la 20th Century Fox. Després de l'anul·lació del seu projecte d'adaptació de Vint mil llegües submarines a l'estiu de 2013, David Fincher es concentra en el projecte Gone Girl.

### Tria dels actors
Per al paper de Nick Dunne, les primeres tries eren Brad Pitt, Seth Rogen o Ryan Reynolds.
Per al paper femení principal, moltes actrius van ser considerades. Després dels rebutjos de Natalie Portman, Emily Blunt, Jessica Chastain i Charlize Theron, surten els noms de Rosamund Pike, Abbie Cornish, Olivia Wilde i Julianne Hough. Reese Witherspoon un temps va estar lligada al personatge, però finalment només fa de productora.
Alguns dies després de l'anunci de Ben Affleck, Rosamund Pike és confirmada en el paper principal femení el juliol de 2013.

### Rodatge

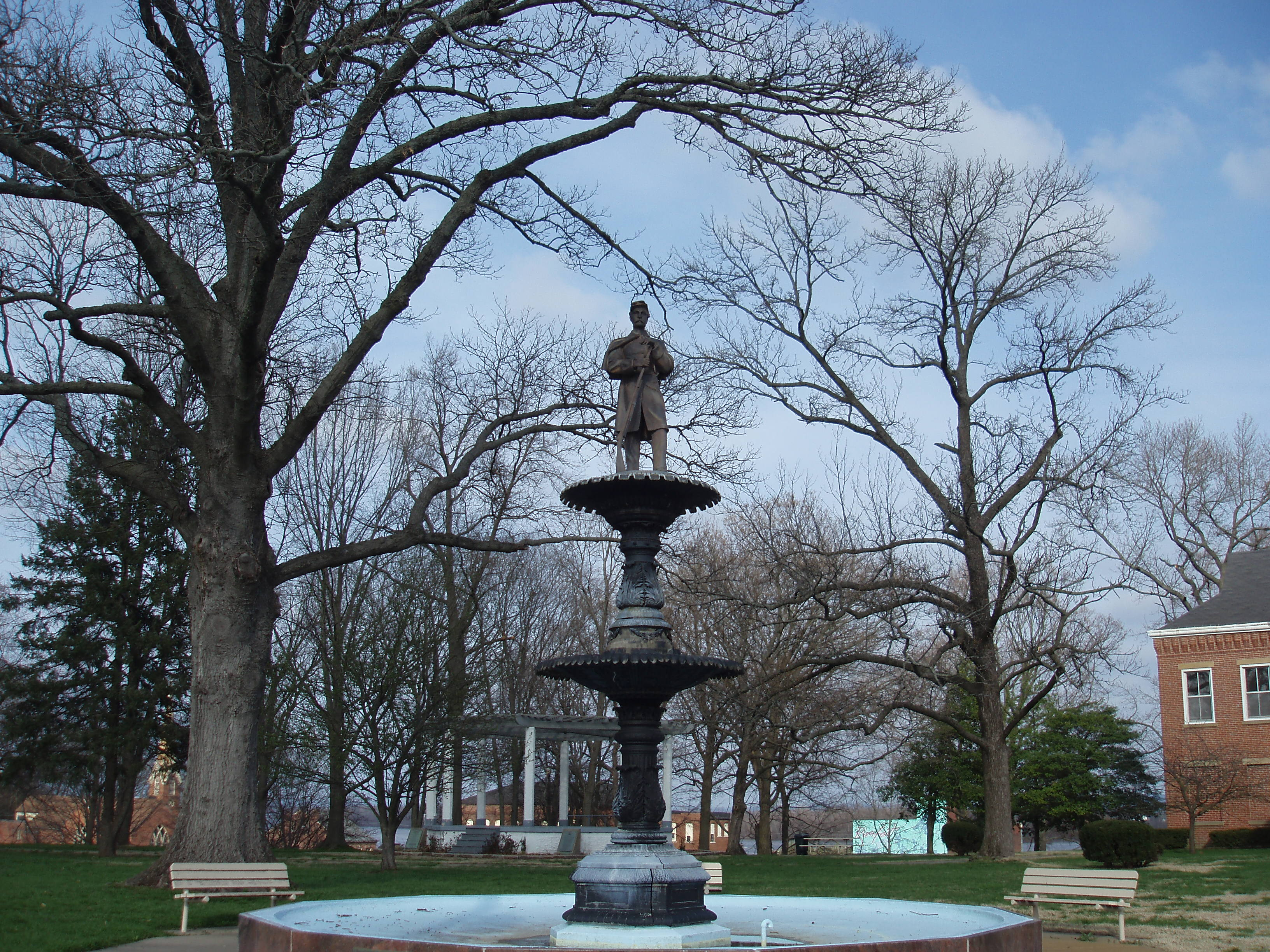
Vista d'un monument de Cap-Girardeau

El 10 de setembre de 2013, el productor Ceán Chaffin fa saber en entrevista que el rodatge començarà el 15 de setembre de 2013 a Missouri.
Algunes escenes s'han rodat abans del 15 de setembre de 2013 sense els actors, que no són presents fins al 15 de setembre a Cap-Girardeau.